# Фізичне тіло
Фізи́чне ті́ло або просто тіло — предмет вивчення фізики. Тіло — це певна сутність, яку можна розглядати як єдине ціле й характеризувати певними фізичними величинами. Наприклад, у класичній механіці тіло характеризується масою, положенням у просторі, розмірами й орієнтацією, на нього діють сили, воно може мати швидкість чи прискорення. В термодинаміці тіло характеризується об'ємом, температурою тощо. В електростатиці тіла характеризуються зарядами і потенціалами.
Без фізичного тіла, не існує сили. Якщо сила не дорівнює нулю, то десь поблизу існує фізичне тіло яке є джерелом тієї сили.

## Зноски
1. ↑  Philosophy:Physical body - HandWiki. Процитовано 2 серпня 2023.
2. ↑  The Feynman Lectures on Physics Vol. I Ch. 12: Characteristics of Force. Процитовано 2 серпня 2023.